# تولین

تشکیل تولین در جو تیتان

تولین (به انگلیسی: Tholin) مولکولی است که از تابش پرتو فرابنفش خورشید بر ترکیبات آلی مانند متان یا اتان تشکیل می‌شود. امروزه تولین در زمین به‌طور طبیعی تولید می‌شود و میزان آن بر روی سطح‌های اجسام یخی منظومهٔ شمسی بیرونی بسیار است. این مولکول‌ها معمولاً ظاهر قهوه‌ای مایل به قرمز دارند.